# Frederick Steele
För den brittiska fotbollsspelaren, se Freddie Steele.

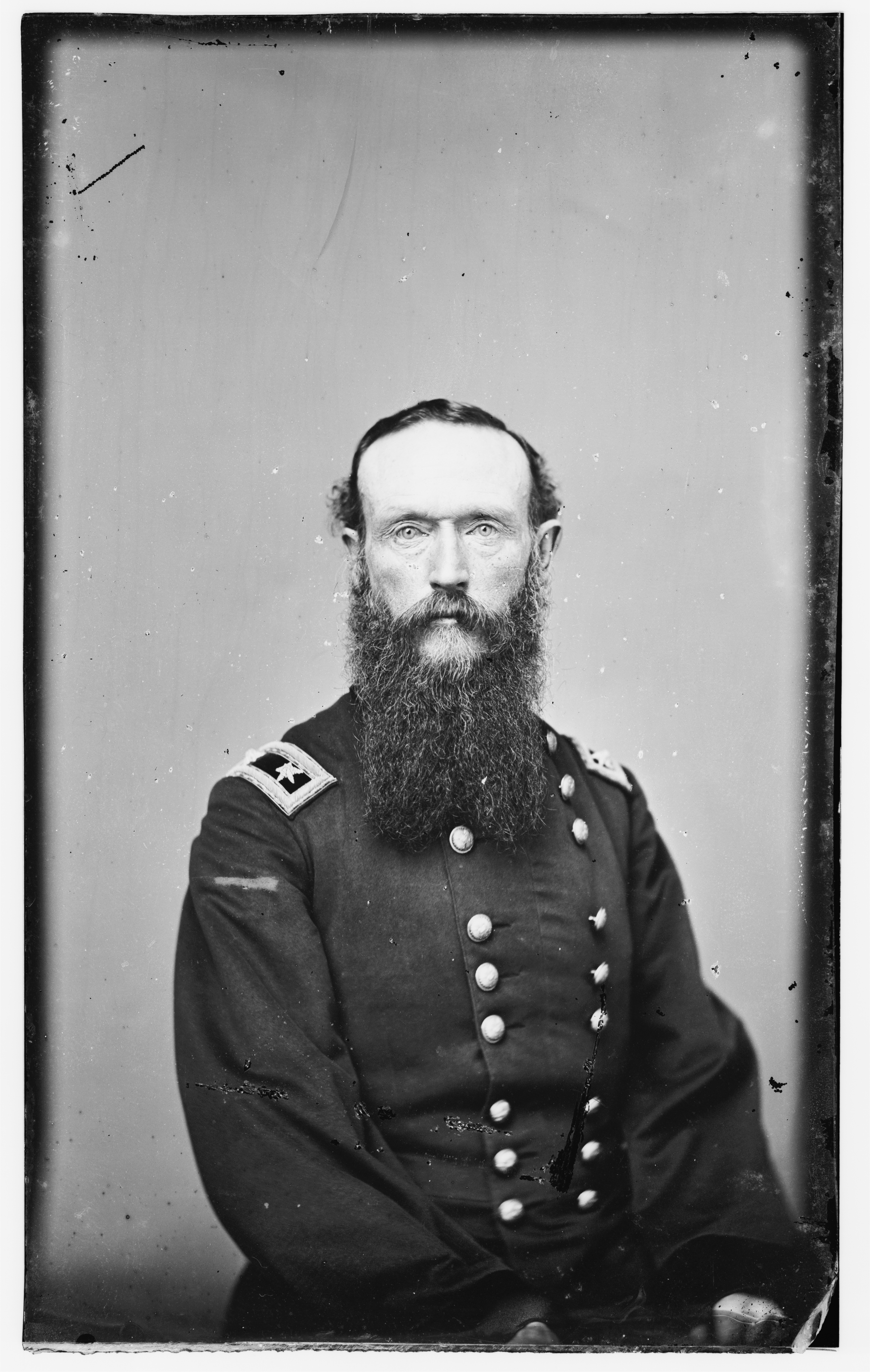
Frederick Steele under 1860-talet, foto ur Library of Congress samlingar.

Frederick Steele, född 14 januari 1819 i Delhi, New York, död 12 januari 1868 i San Mateo, Kalifornien, var en amerikansk arméofficer och general som tjänstgjorde i nordstatsarmén under amerikanska inbördeskriget.

## Tidig karriär
Steele tog examen 1843 vid West Point och tjänstgjorde under många sammandrabbningar i mexikansk-amerikanska kriget, där han erhöll utmärkelser för tapperhet. Han befordrades till löjtnant i juni 1848. Under Yumakriget tjänstgjorde han i Kalifornien till  1853 och därefter i Minnesotaterritoriet, Kansasterritoriet och Nebraskaterritoriet fram till amerikanska inbördeskriget samt befordrades till kapten 1855.

## Amerikanska inbördeskriget
Steele utnämndes till major i 11:e infanteriregementet 14 maj 1861 och deltog i slaget vid Wilson's Creek. I september samma år blev han överste och befälhavare för 8:e Iowa-infanteriet. I januari 1862 blev han brigadgeneral för de frivilliga trupperna. Han förde befäl över sydöstra Missouris distrikt, men efter unionens seger i slaget vid Pea Ridge tog han befälet över sydvästra arméns första division och förde från 29 augusti 1862 till 7 oktober samma år befälet över sydvästra armén. President Lincoln utnämnde Steele till generalmajor för de frivilliga trupperna, i november. Nomineringen bekräftades av USA:s senat 13 mars 1863.
Steeles division flyttades till Tennesseearmén och blev 11:e divisionen i 13:e armekåren. Han deltog i slaget vid Chickasaw Bayou i december 1862 och i slaget vid Arkansas Post i januari 1863. Divisionen omvandlades till 1:a divisionen i Shermans 15:e armékår under belägringen av Vicksburg.
Efter att Vicksburg fallit i augusti 1863, brevetbefordrades Steele till överste i den reguljära armén. I juli 1863 fick han befälet över Arkansasarmén. Armén lyckades inta det av sydstatsarmén hållna Little Rock i september 1863 och flyttade därigenom frontavsnittet långt söderut genom delstaten. Han fick befälet över 7:e armékåren i Arkansasdepartementet och förde befäl där från januari till december 1864. Den 23 mars 1864 påbörjade Steele marschen söderut med åtta tusen man från Little Rock till Arkadelphia, där John M. Thayer anslöt med ytterligare fyra tusen man. Steele ledde sedan den misslyckade Camdenexpeditionen, ett misslyckat försök att förena trupperna med Nathaniel Banks armé under Red River-kampanjen våren 1864, det största unionsnederlaget i Arkansas under inbördeskriget.
Steele ledde en styrka bestående av afroamerikaner, "Kolonnen från Pensacola", i Edward Canbys västra Mississippiarmé från februari till maj 1865. Truppen deltog vid slaget vid Spanish Fort och slaget vid Fort Blakely.
I juni 1866 nominerade president Andrew Johnson Steele för brevetbefordran till brigadgeneral i den reguljära armén, för sina insatser i erövringen av Little Rock. Utnämningen bekräftades av senaten i juli.

## Efterkrigskarriär
Steele överflyttades till Texas i juni 1865 och förde befäl över trupperna vid Rio Grande. Därefter förde han befälet över Columbia-arméområdet i nordvästra USA under Snake-indiankrigen. 1866 blev han permanent överste för 20:e infanteriregementet och lämnade formellt frivilligkåren i mars 1867.
Steeles sviktande hälsa fick honom att ta tjänstledigt i november 1867, och han avled 12 januari 1868 i San Mateo, Kalifornien efter en fallskada under ett slaganfall. Han begravdes ursprungligen på Lone Mountain Cemetery i San Francisco. När kyrkogården stängdes 1912 flyttades kvarlevorna till Woodlawn Memorial Park i Colma, Kalifornien.

## Minnesmärken och eftermäle
Fort Steele i dåvarande Wyomingterritoriet namngavs efter Frederick Steele kort efter hans död. Fortet övergavs 1886 och är idag historiskt minnesmärke och museum. Ett monument över Steele finns i Vicksburg National Military Park i Vicksburg, Mississippi.